# Liste des résidences des rois et princes en France
 (mai 2016).
Si vous disposez d'ouvrages ou d'articles de référence ou si vous connaissez des sites web de qualité traitant du thème abordé ici, merci de compléter l'article en donnant les références utiles à sa vérifiabilité et en les liant à la section « Notes et références ».
Il existe dans toutes les régions de France plusieurs résidences - châteaux, palais et hôtels particuliers - ayant servi de résidences officielles des empereurs, rois et princes en France. Certaines ont été détruites ou modifiées.
Les listes ci-dessous présentent les plus connues.

## Résidences de souverains français
- Palais de la Cité, Paris
- Palais du Louvre, Paris
- Palais des Tuileries, Paris
- Palais du Luxembourg, Paris
- Palais royal, Paris
- Hôtel Saint-Pol, Paris
- Hôtel des Tournelles, Paris
- Hôtel de Soissons, Paris
- Château d'Amboise
- Château de Beauté, Nogent-sur-Marne
- Château de Bellevue, Meudon
- Château de Blois
- Château de Chambord
- Château de Chenonceau
- Château de Chinon
- Château de Choisy
- Château du Clos Lucé, Amboise
- Château de Compiègne
- Château de Creil
- Château de Dourdan
- Château d’Eu
- Château de Fontainebleau
- Château de Gien
- Château de Langeais
- Château de Loches
- Château de Madrid, Neuilly-sur-Seine
- Château de Malmaison
- Château de Marly
- Château de Mehun-sur-Yèvre
- Château de Melun
- Château de Meudon
- Château de Montargis
- Château de Montceaux
- Château de la Muette, Paris
- Château de la Muette, Saint-Germain-en-Laye
- Château de Neuilly
- Château d'Ollainville
- Palais du Pharo, Marseille
- Château de Pierrefonds
- Château de Plessis-lèz-Tours
- Château de Poissy
- Château de Pontoise
- Château de Rambouillet
- Château de Reuilly
- Château de Rouen
- Château de Saint-Germain-en-Laye
- Château neuf de Saint-Germain-en-Laye
- Château de Senlis
- Château de Saint-Cloud
- Château de Saint-Hubert, Le Perray-en-Yvelines
- Château de Sainte-Gemme, Feucherolles
- Château de Tours
- Château de Versailles, Grand Trianon, Petit Trianon et dépendances
- Villa Eugénie, Biarritz
- Château de Villeneuve-l'Étang, Marnes-la-Coquette
- Château de Villers-Cotterêts
- Château de Vincennes

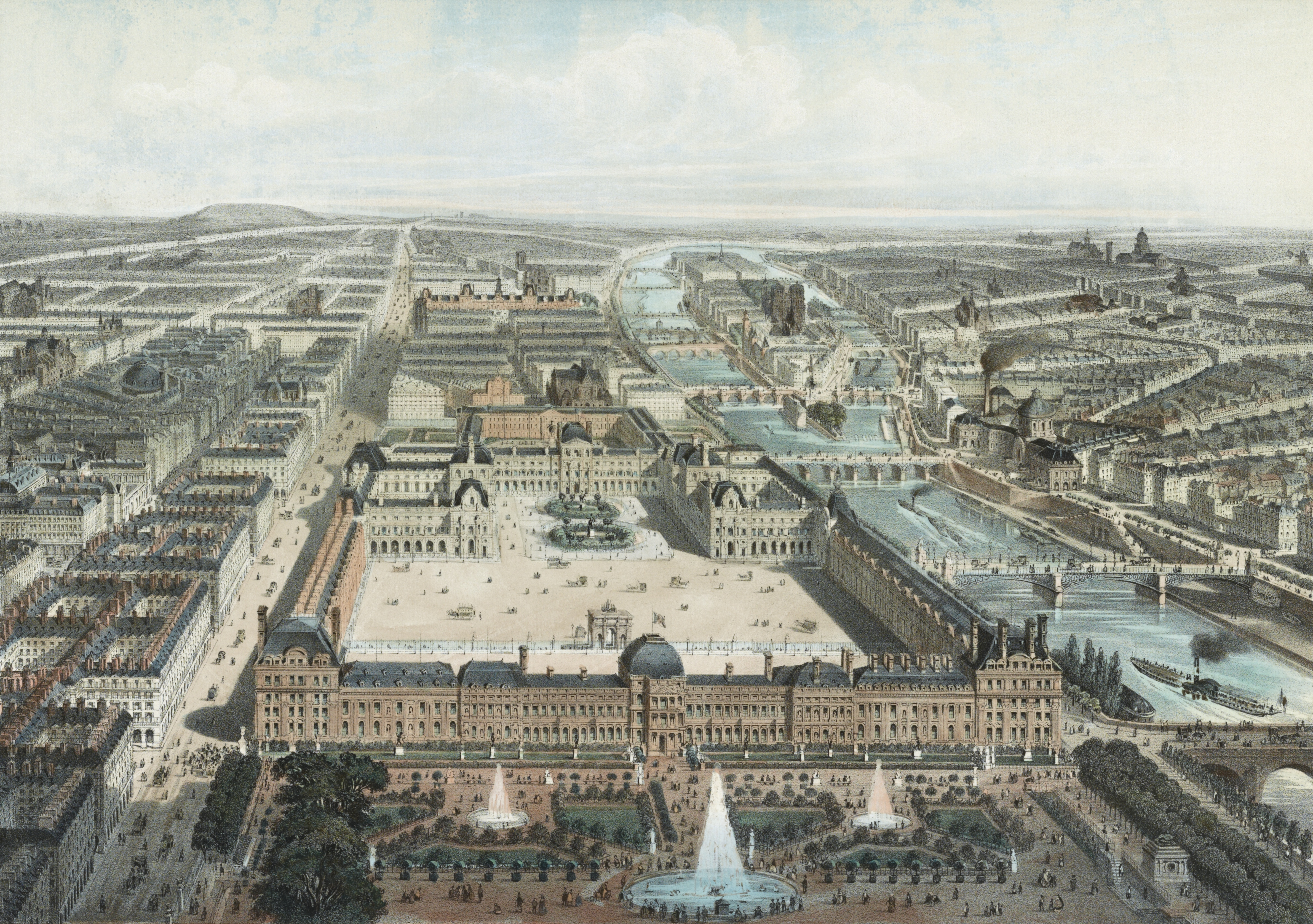
Les palais du Louvre et des Tuileries, résidences des rois et des empereurs à Paris
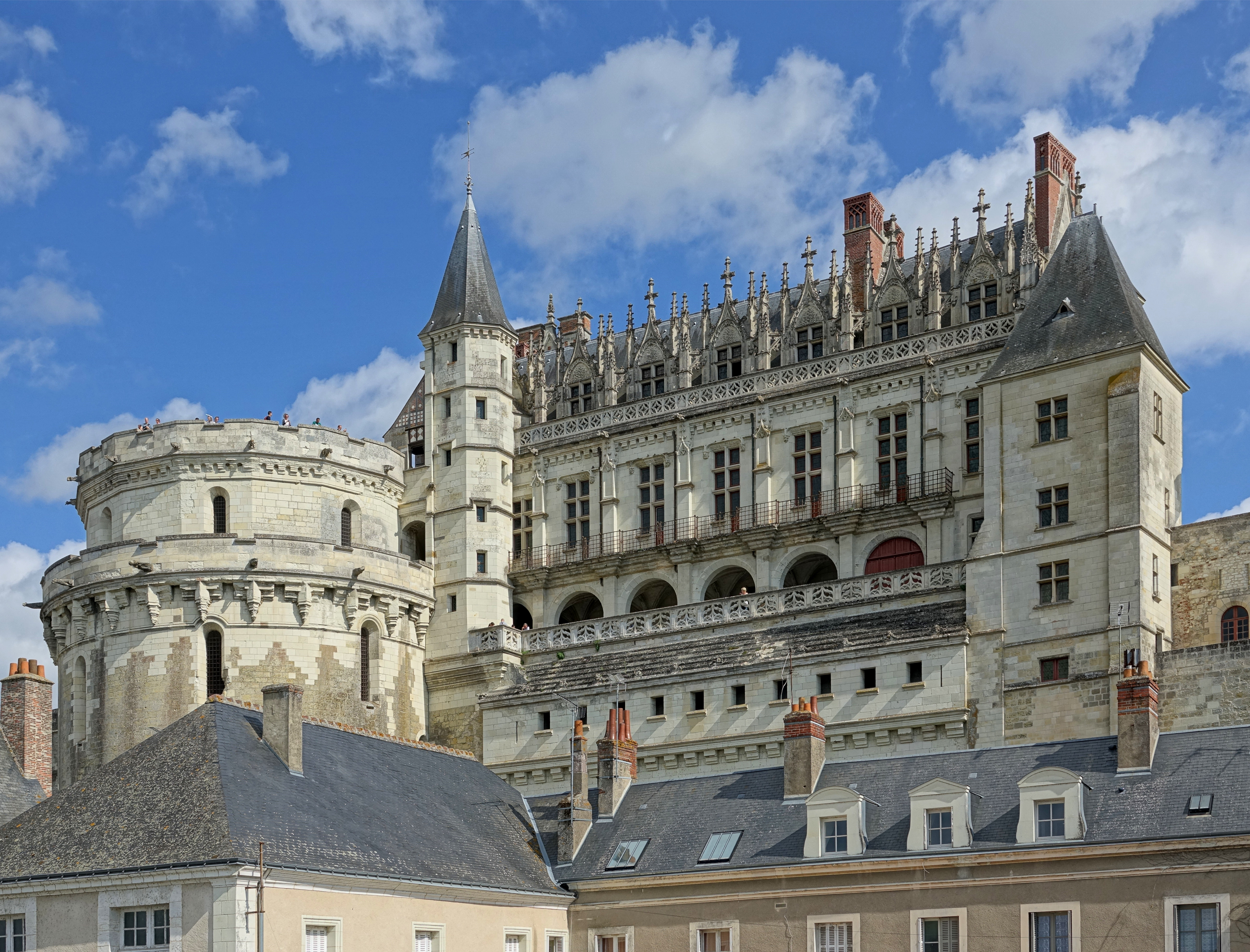
Le château d'Amboise, l'un des châteaux de la Loire
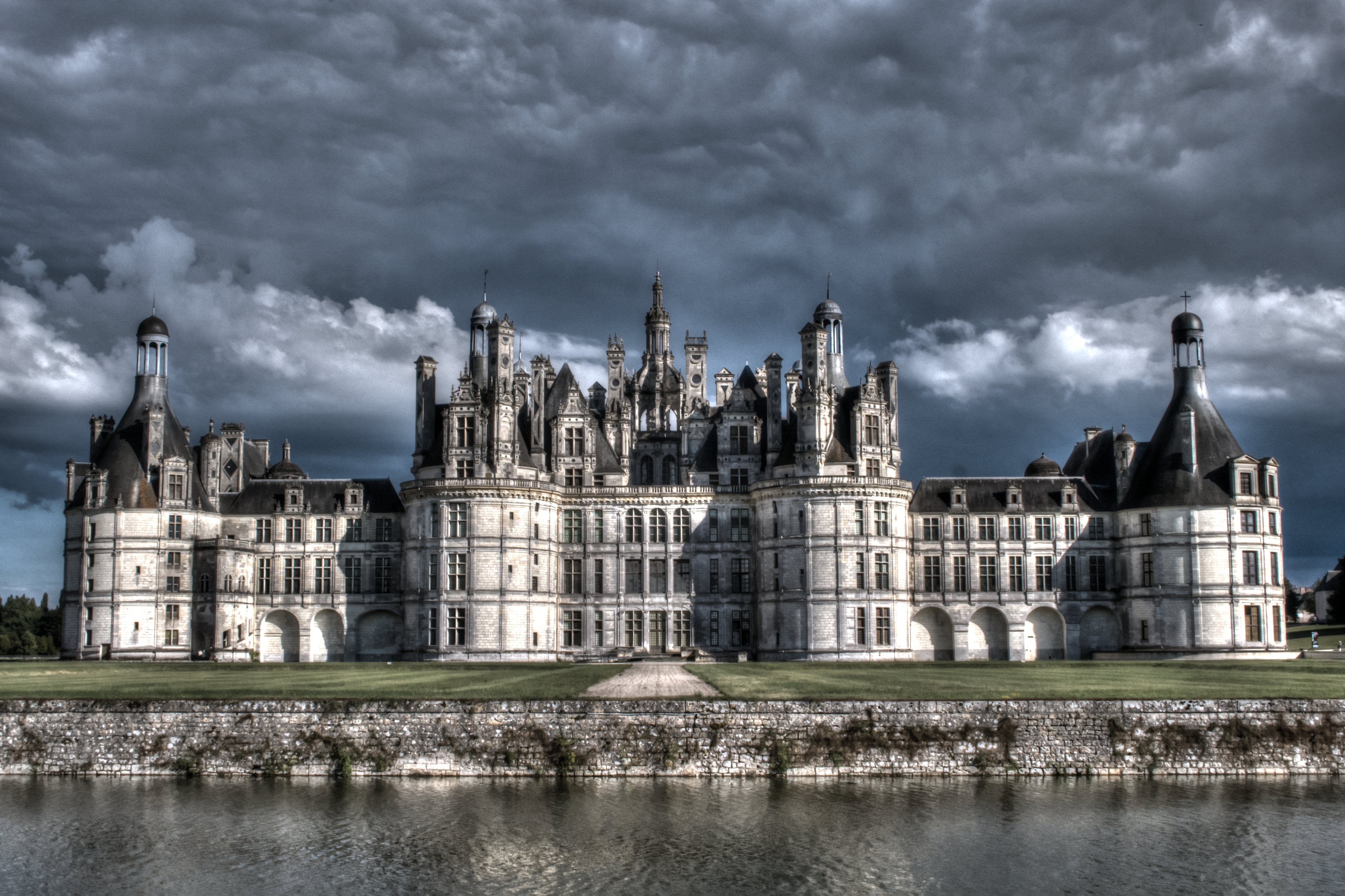
Le château de Chambord, construit par François Ier
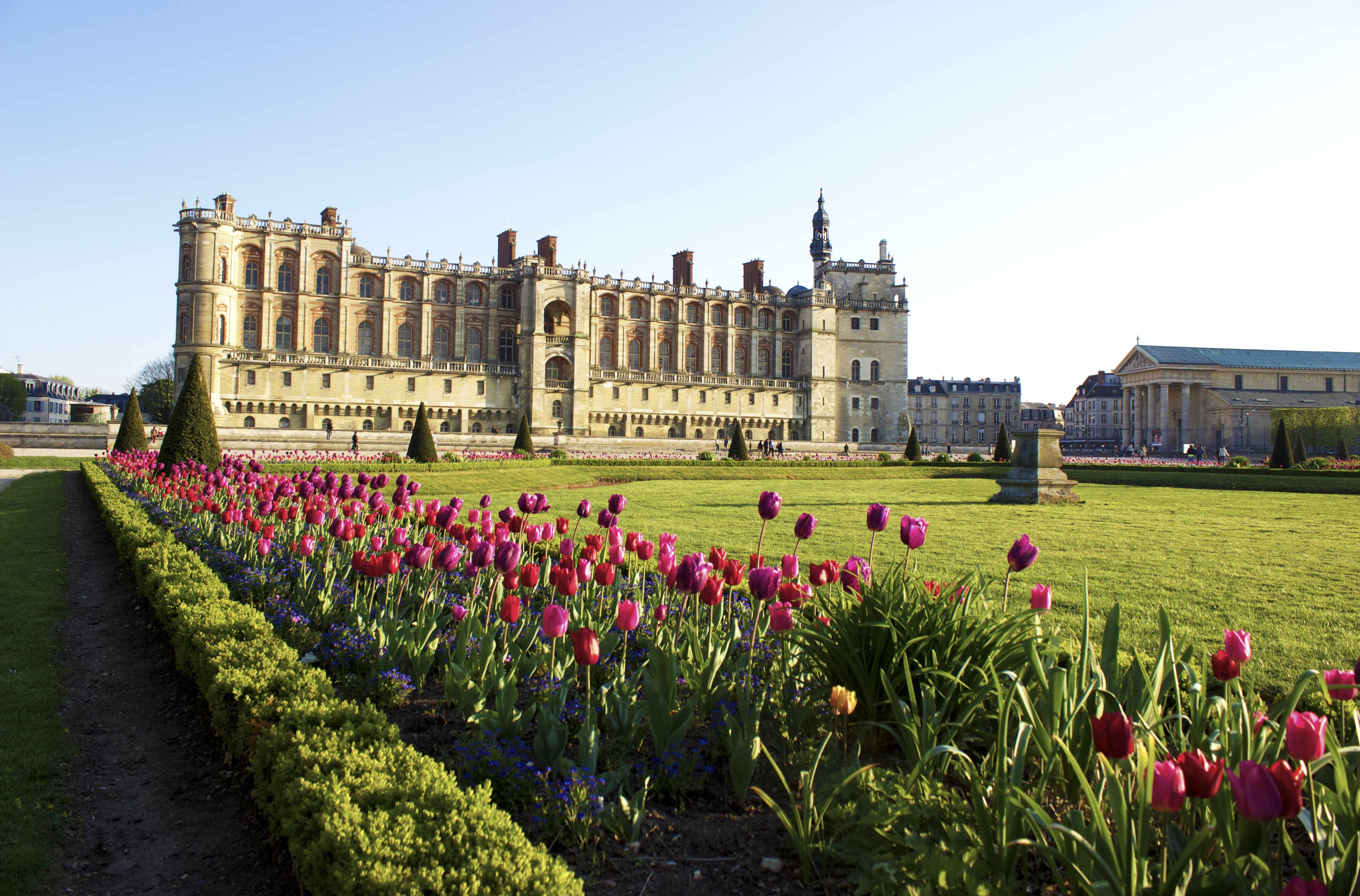
Le château de Saint-Germain-en-Laye, habité par les rois jusque sous Louis XIV
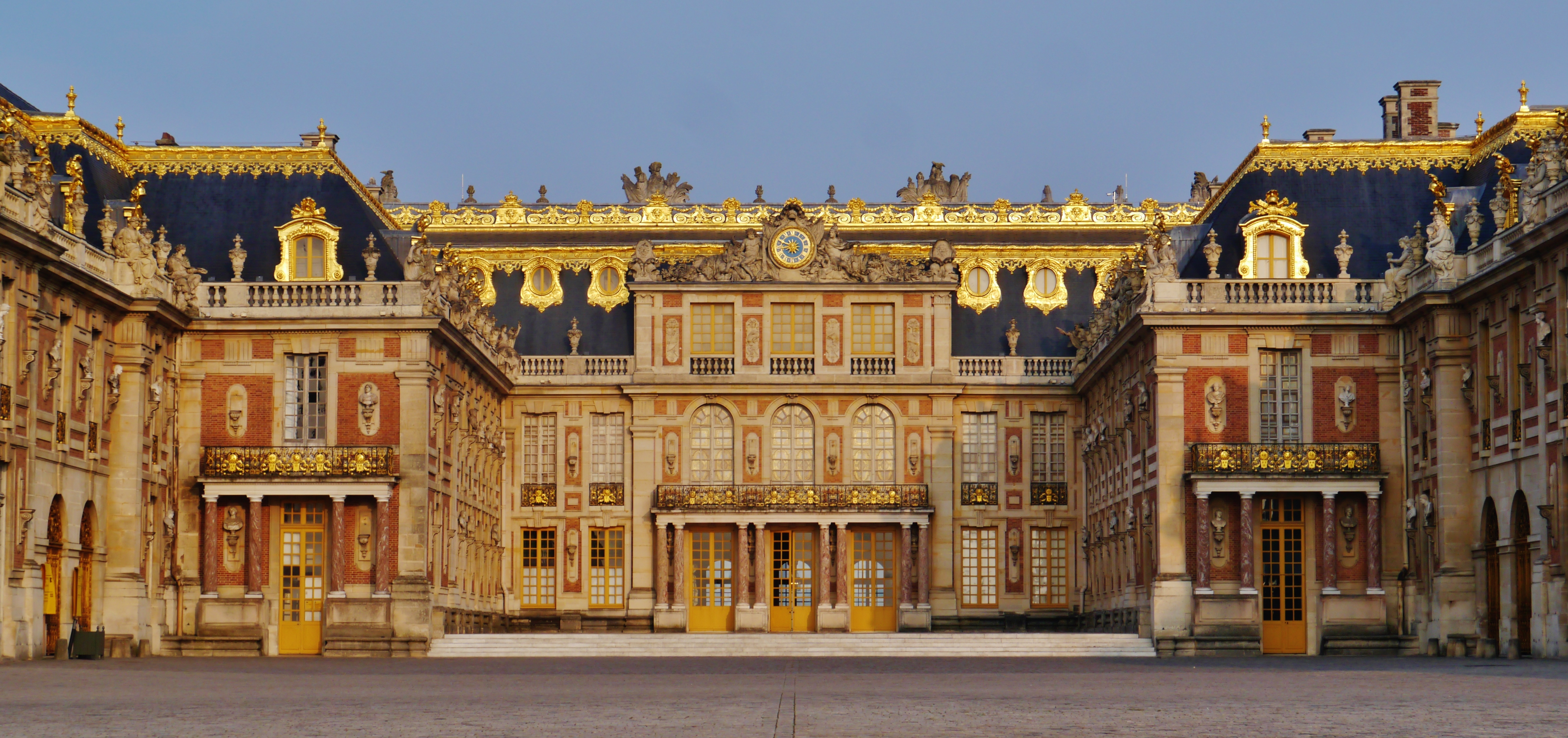
Le château de Versailles, résidence principale des rois de France à partir de Louis XIV
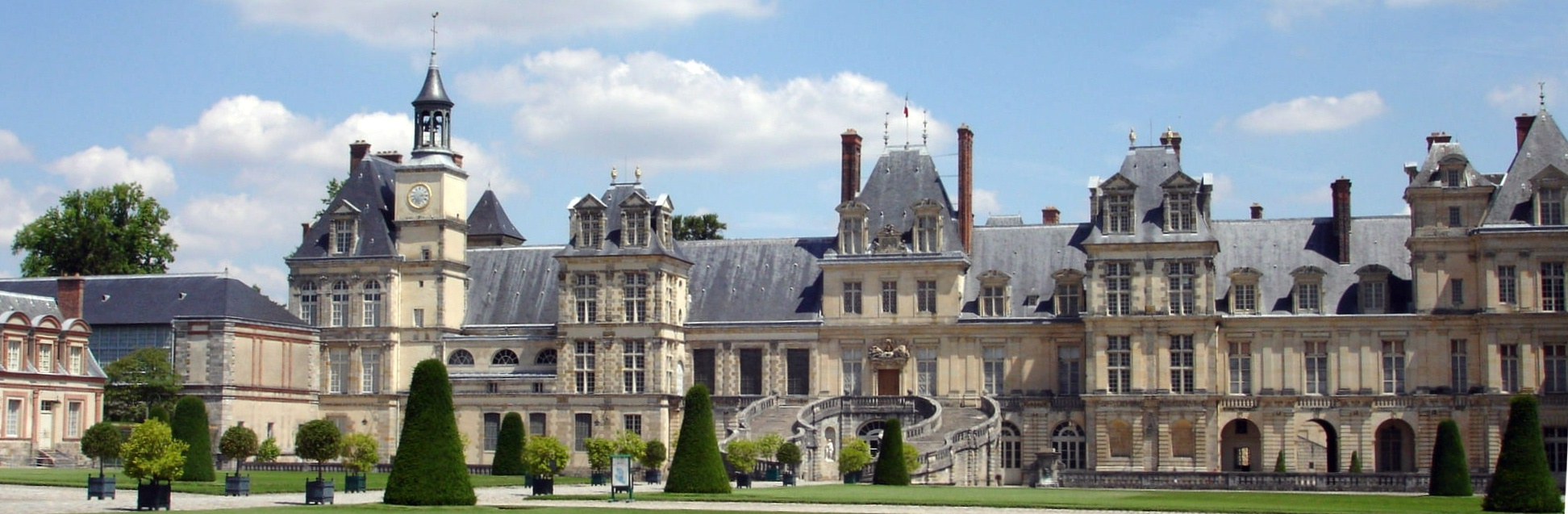
Le château de Fontainebleau, résidence des rois et des empereurs

## Demeures princières
- Château d'Anet : maison de Bourbon-Penthièvre
- Château d'Arc-en-Barrois : maison de Bourbon-Penthièvre, maison d'Orléans
- Château de Bagatelle, Paris : maison d'Artois
- Château de Bagnolet, Paris : maison d'Orléans
- Château de Bizy, Vernon : maison de Bourbon-Penthièvre
- Hôtel Bonaparte, Paris : maison Bonaparte[1],[2]
- Château de Boulainvilliers, Paris : maison de Bourbon-Penthièvre
- Château des ducs de Bourbon, Moulins : maison de Bourbon
- Château de Bourbon-l’Archambault : maison de Bourbon, maison de Valois, maison de Condé, maison d'Orléans
- Palais Bourbon, Paris : maison de Condé
- Hôtel de Bourbon-Condé, Paris : maison de Condé
- Château de Chantilly : maison de Condé, maison d'Orléans
- Château de Châteaudun : maison de Valois-Orléans, Maison d'Orléans-Longueville
- Château de Cognac : maison d'Angoulême
- Château de Condé : maison de Bourbon, maison de Condé
- Hôtel de Condé, Paris : maison de Condé
- Petit Hôtel de Conti, Paris : maison de Bourbon-Conti
- Château de Crécy : maison de Bourbon-Penthièvre
- Château de Dreux : maison d'Orléans
- Palais de l'Élysée : maison de Condé, maison Bonaparte, maison d'Artois
- Château de Germolles, Mellecey : maison de Valois-Bourgogne
- Château d'Issy : maison de Bourbon-Conti
- Château de L'Isle-Adam : maison de Bourbon-Conti
- Hôtel de Lassay, Paris : maison de Condé
- Château de Lignieres : maison de Bourbon-Parme
- Château de Maisons : maison d'Artois
- Hôtel du Petit Luxembourg, Paris : maison de Condé
- Maison pompéienne, Paris : maison Bonaparte
- Château du Raincy : maison de Condé, maison d'Orléans
- Château de Randan : maison d'Orléans
- Hôtel de Rothelin-Charolais, Paris : maison de Condé, maison de Bourbon-Conti
- Château de Saint-Maur : maison de Condé
- Château de Saint-Fargeau : maison de Valois-Anjou, maison de Bourbon-Montpensier, maison d'Orléans
- Château de Saint-Leu : maison d'Orléans
- Château de Sceaux : maison de Bourbon-Penthièvre, maison d'Orléans
- Hôtel de Toulouse, Paris : maison de Bourbon-Penthièvre
- Château de Vendôme, Vendôme : maison de Bourbon-Vendôme, maison de Montoire
- hôtel de Vendôme, Paris : maison de Bourbon-Vendôme

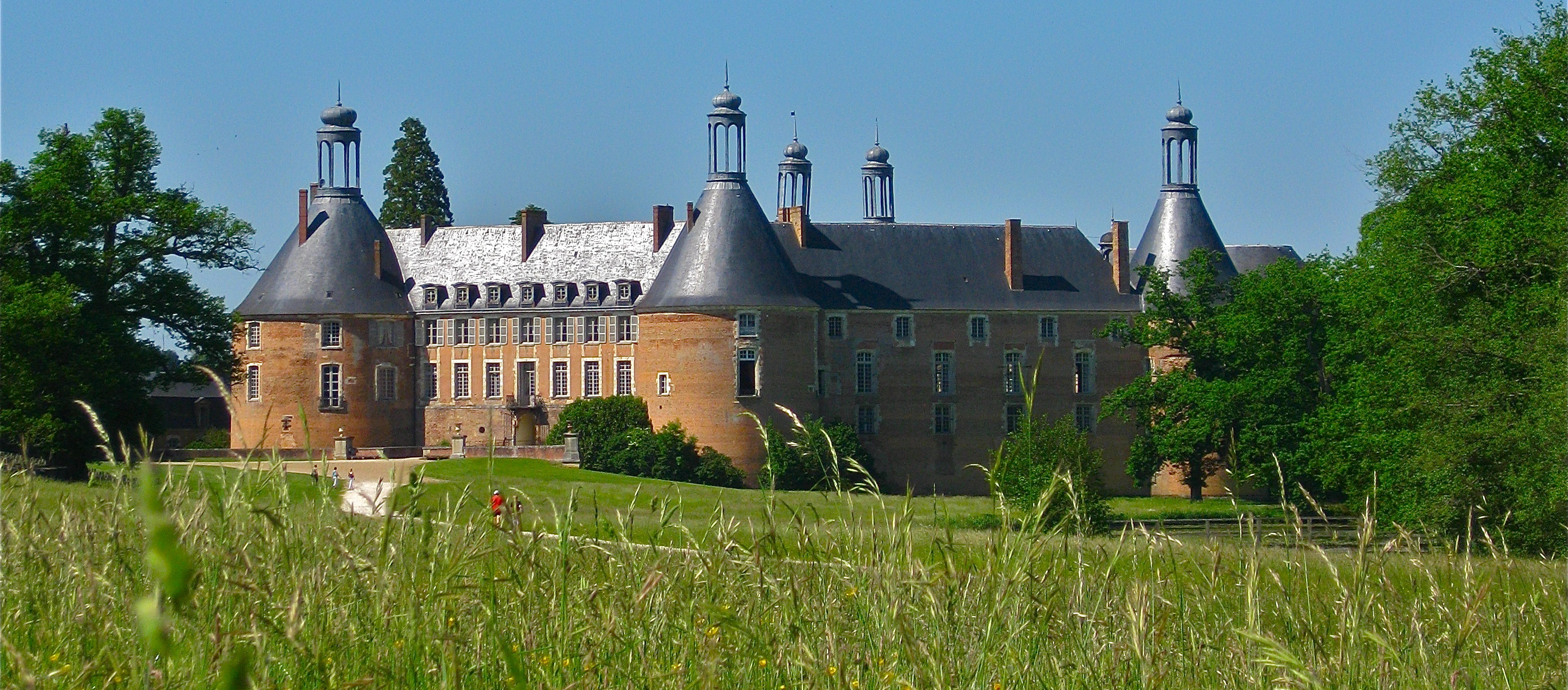
Le château de Saint-Fargeau, propriété de la Grande Mademoiselle
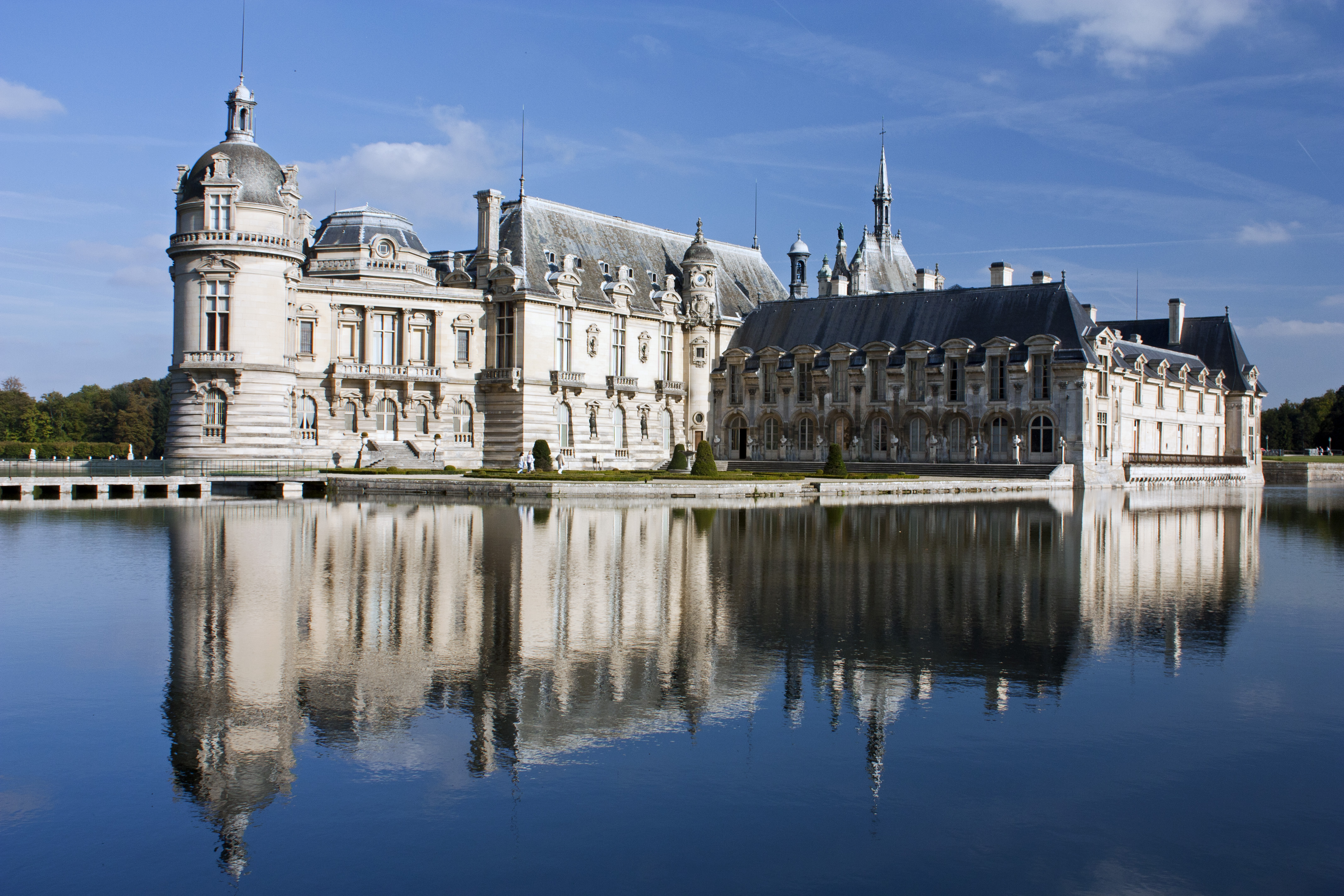
Le château de Chantilly, résidence des princes de Condé, puis du duc d'Aumale
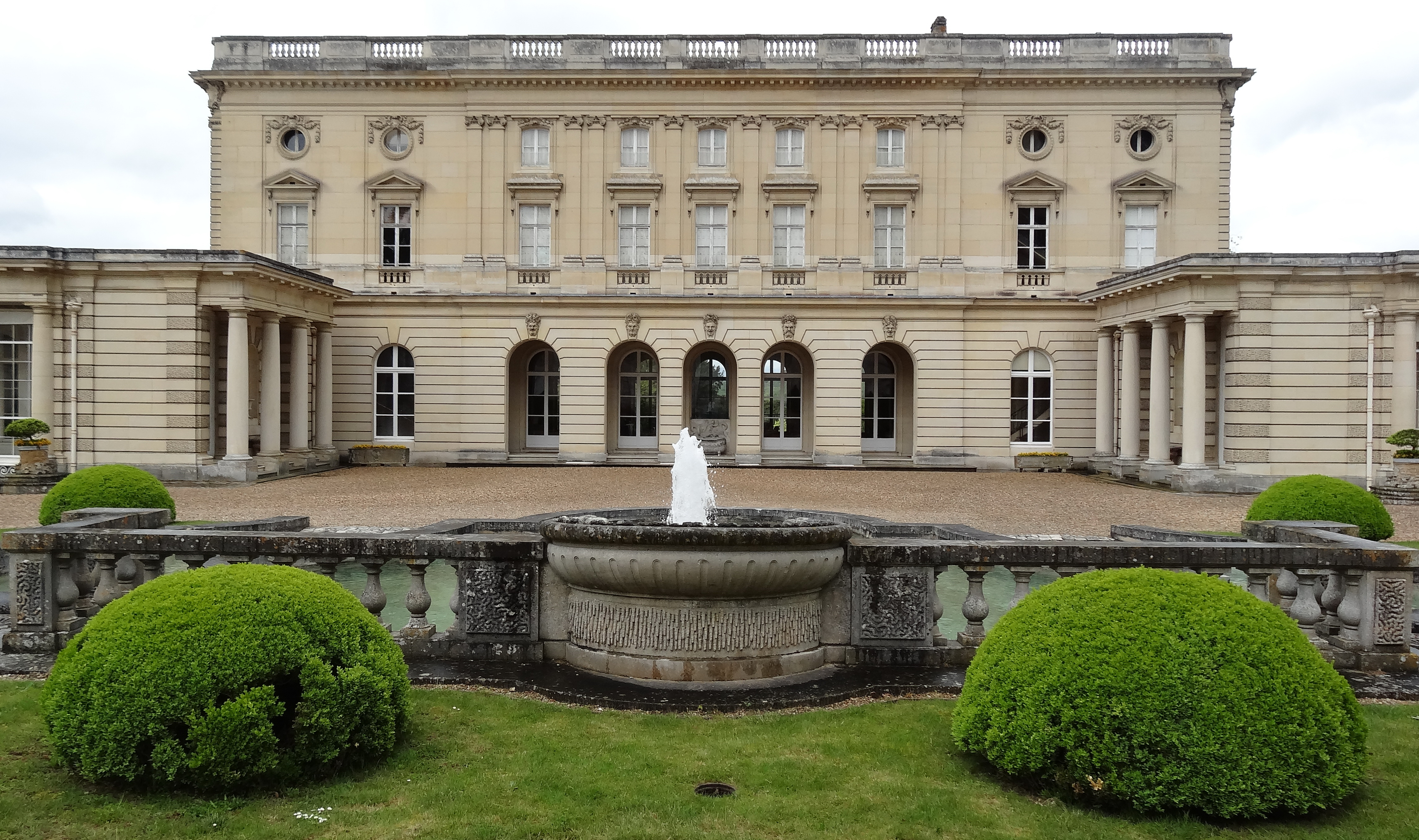
Le château de Bizy, propriété du duc de Penthièvre
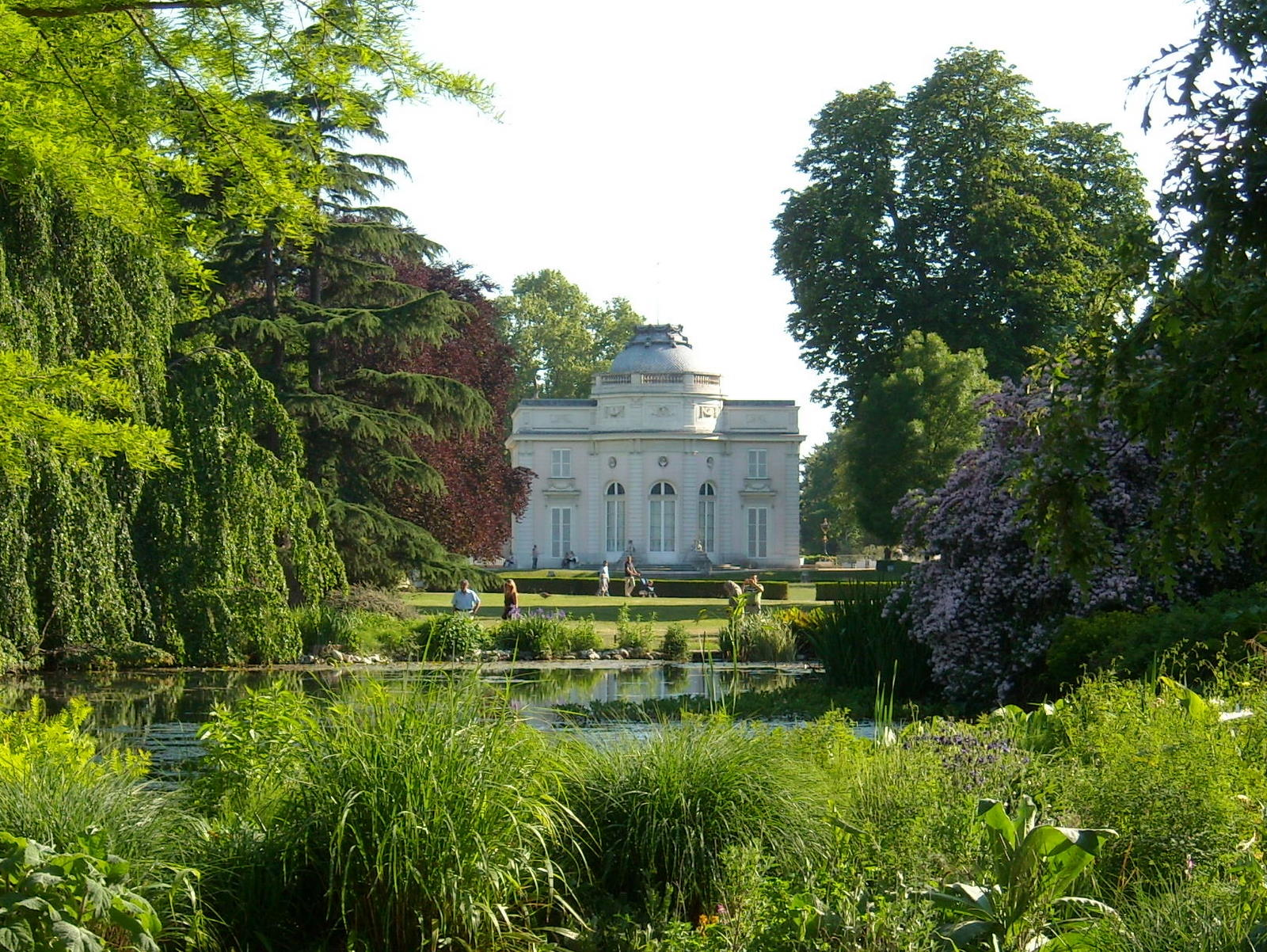
Le château de Bagatelle, folie construite pour le comte d'Artois
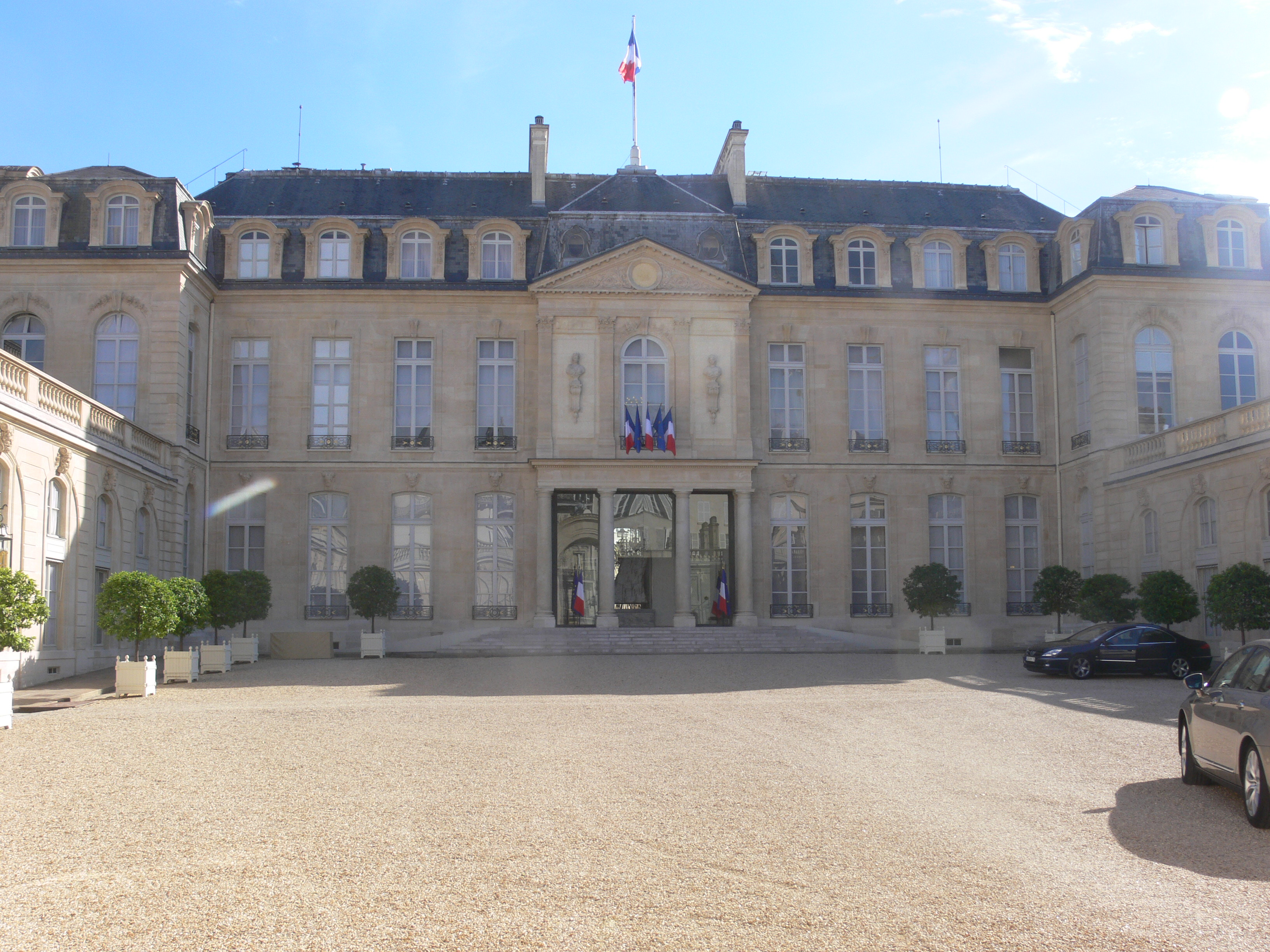
Le palais de l'Élysée fut habité successivement par Bathilde d'Orléans, princesse de Condé, la famille impériale (Caroline, Joséphine, Napoléon), et le duc de Berry

## Résidences de souverains et de princes étrangers en France
- Émirat d'Abou Dabi
  - Château de Baillon, Asnières-sur-Oise
- Empire allemand
  - Château du Haut-Koenigsbourg, Orschwiller
  - Palais du Gouverneur, Metz
- Royaume d'Arabie saoudite
  - Château de l'Horizon, Cannes
- Royaume de Belgique
  - Villa Leopolda, Villefranche-sur-Mer
- État bourguignon
  - Palais Rihour, Lille
  - Palais des ducs de Bourgogne, Dijon
  - Tour Jean sans Peur, Paris
- Royaume de Chypre
  - Château de Lusignan
- Royaume de Danemark
  - Château de Caïx[3]
- Royaume d'Espagne
  - Palais de Castille, Paris
- État d'Indore
  - Château d'Hennemont dit Château Holkar, Saint-Germain-en-Laye
- Duché de Lorraine
  - Château de Lunéville
  - Palais ducal de Nancy
- Royaume de Majorque
  - Palais des Rois de Majorque, Perpignan
- Royaume du Maroc
  - Château de Betz
- Principauté de Monaco
  - Hôtel de Matignon
  - Château de Marchais
- Royaume de Naples
  - Château de Saumur
  - Château de Tarascon
- Royaume de Navarre
  - Château de Cazeneuve
  - Château de Nérac
  - Château de Pau
- Sultanat d'Oman
  - Château de Massoury
- Royaume de Portugal
  - Château de Bellevue, Le Chesnay
- Émirat du Qatar
  - Hôtel de Coislin, Paris
  - Hôtel Kinsky, Paris
  - Hôtel Lambert, Paris
- Royaume-Uni
  - Maison Plantagenêt
    - Château d'Angers
    - Palais des comtes du Maine, Le Mans

  - Maison Windsor
    - Villa Windsor, Neuilly-sur-Seine[4]
    - Château de la Croë, Antibes
- Empire de Russie
  - Villa les Vagues, Biarritz[5]
- Saint-Siège
  - Palais des Papes
- Duché de Savoie
  - Château d'Annecy
  - Château des ducs de Savoie, Chambéry
  - Palais des ducs de Savoie, Nice
- Royaume de Suède
  - Villa Le Mirage, Sainte-Maxime[6],[7]
- Duché de Wurtemberg
  - Château de Montbéliard

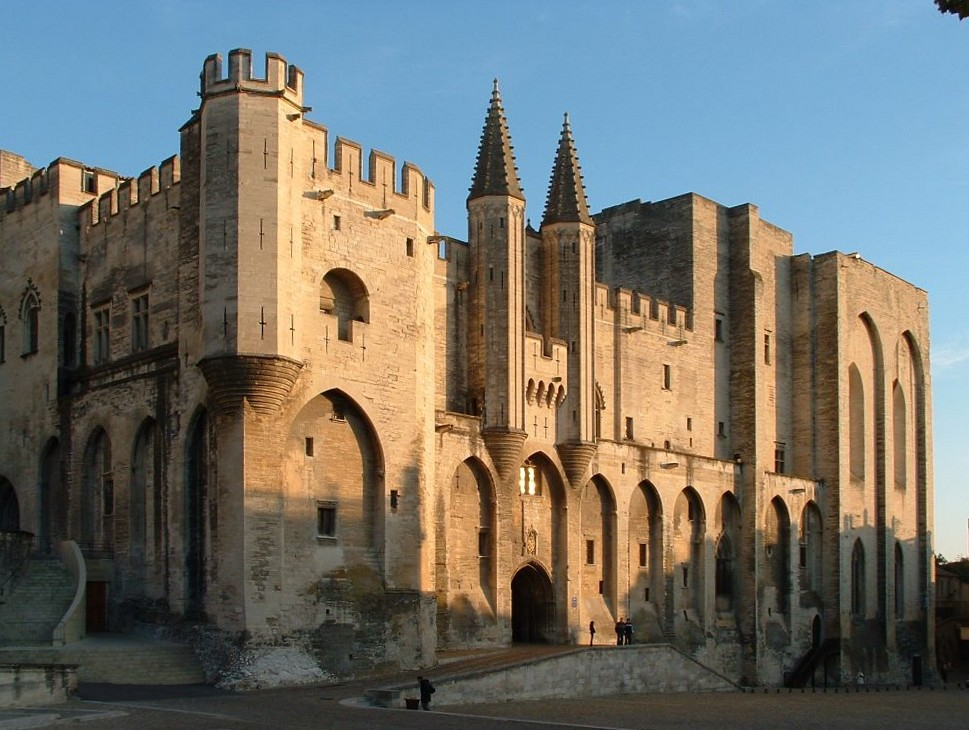
Le palais des papes, à Avignon
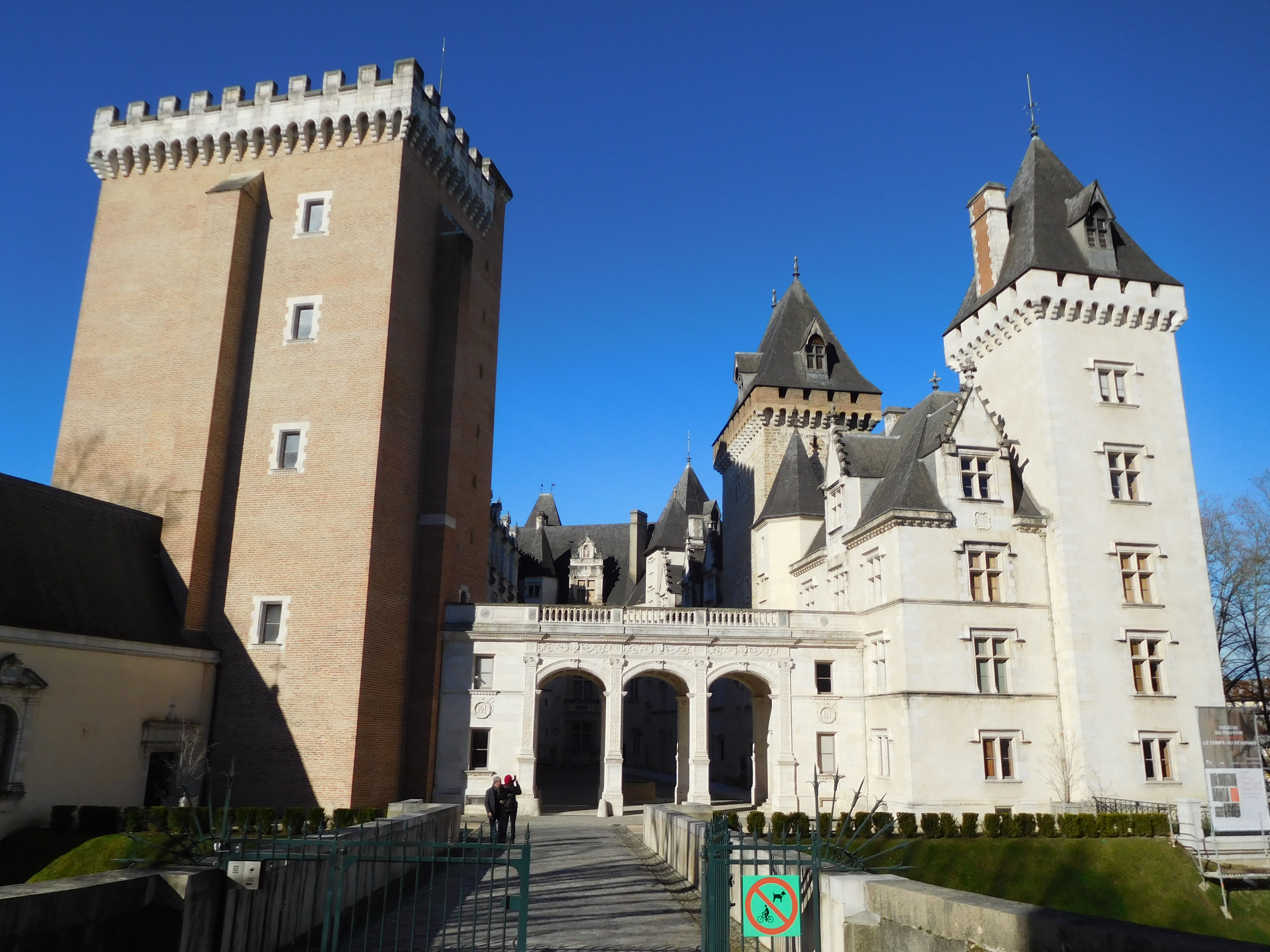
Le château de Pau, résidence des rois de Navarre
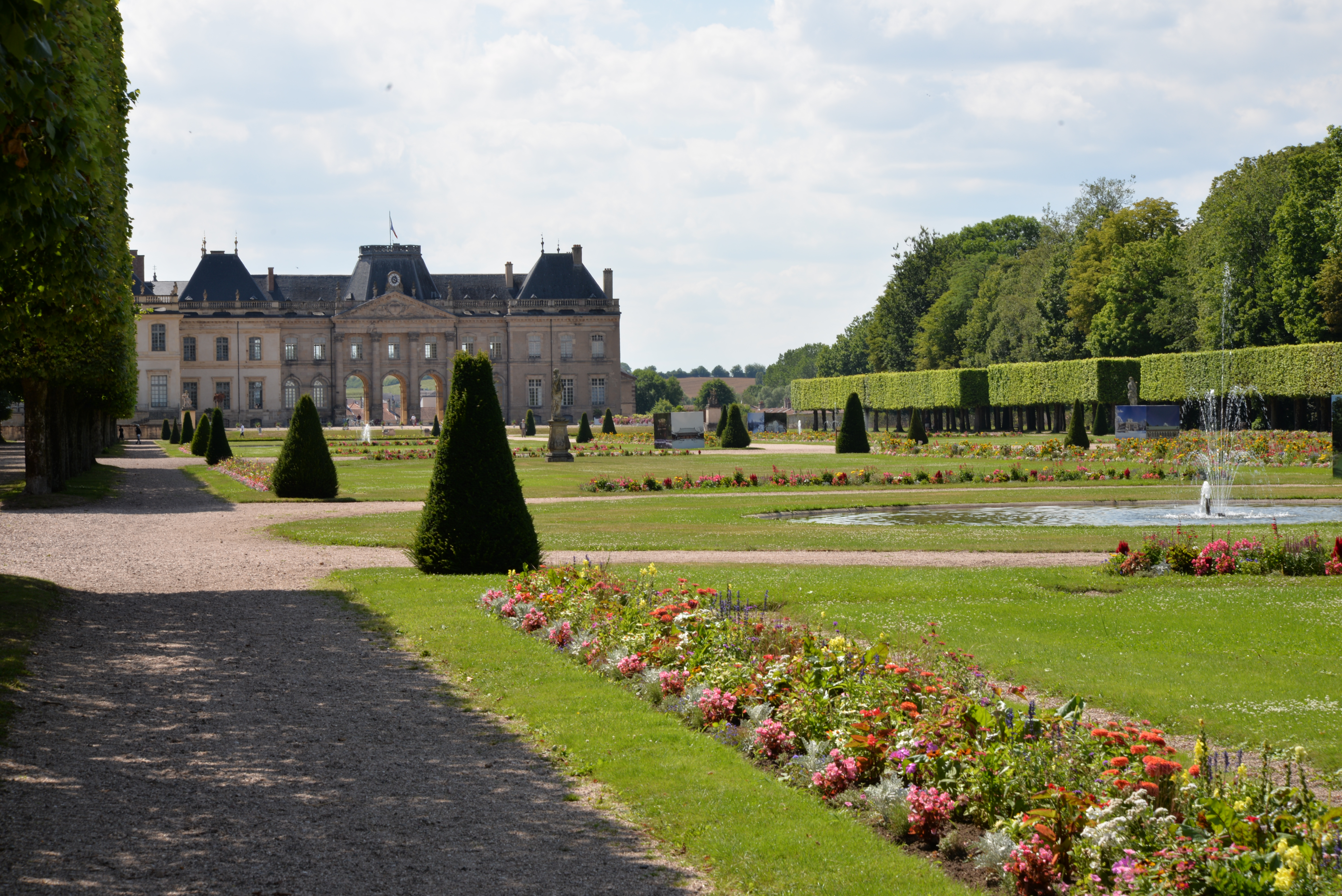
Le château de Lunéville, demeure des ducs de Lorraine et du roi Stanislas
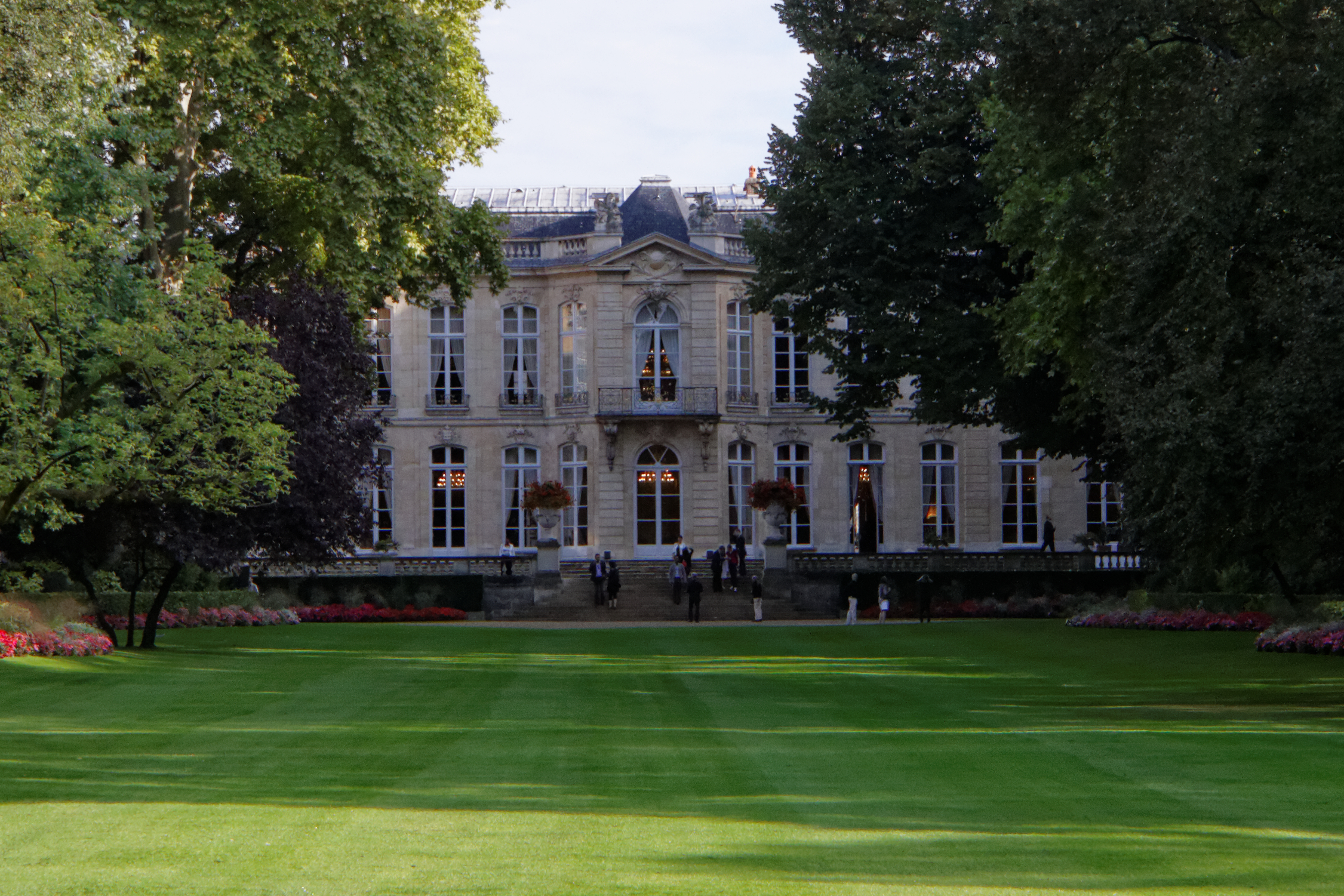
L'hôtel de Matignon, résidence parisienne des princes de Monaco
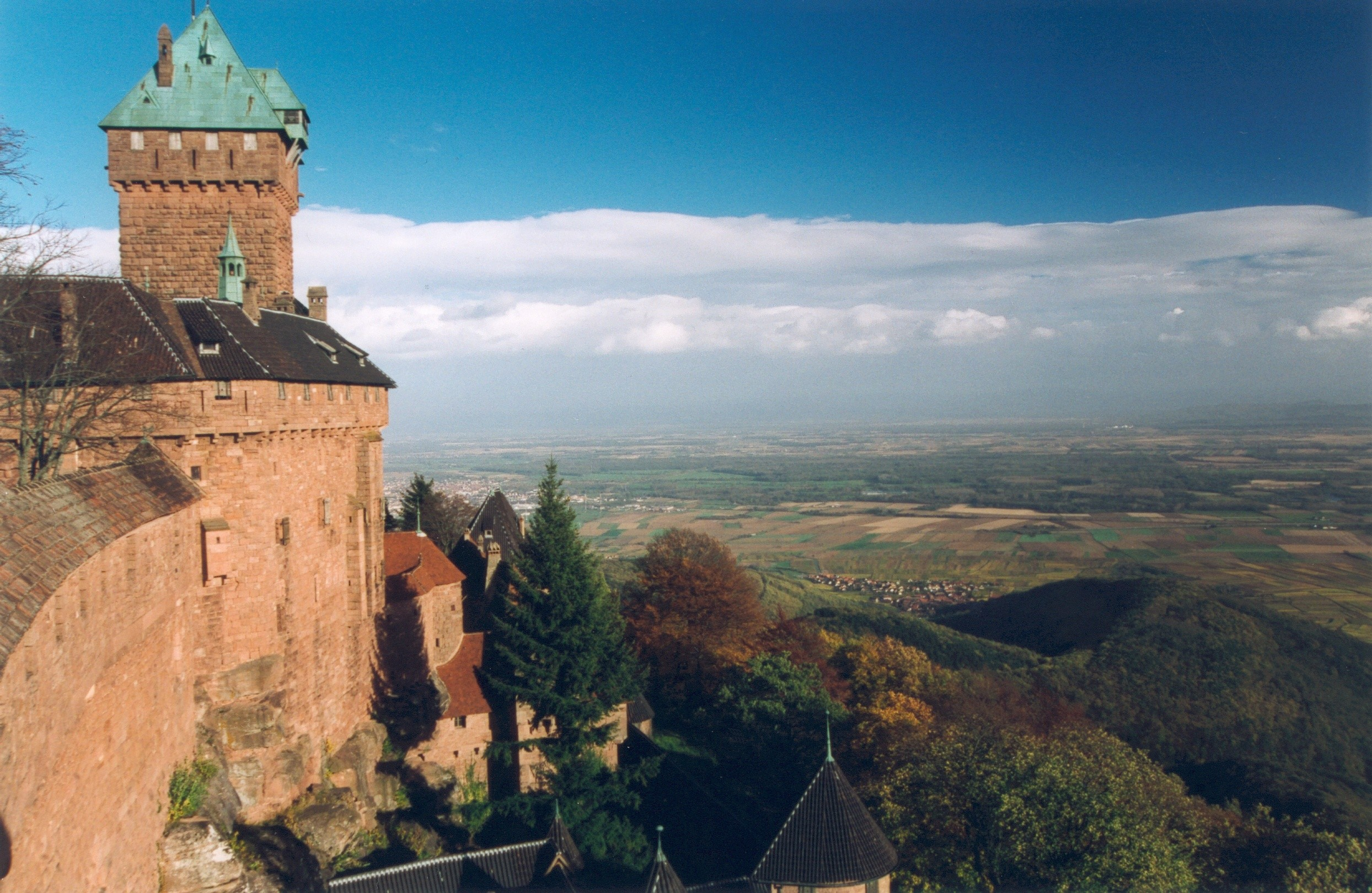
Le Haut-Koenigsbourg, château offert à l'empereur Guillaume II d'Allemagne

## Résidences de souverains et de princes français à l’étranger
- Maison capétienne d'Anjou-Sicile
  - Castel Nuovo, Naples
- Maison capétienne de Valois-Angoulême
  - Château du Wawel, Cracovie
- Maison capétienne de Bourbon
  - Palais de Mitau, Jelgava
  - Palais royal de Varsovie, Varsovie
  - Hartwell House, Hartwell
  - Palais de Holyrood, Édimbourg
  - Palais Coronini-Kronberg, Gorizia
  - Château de Frohsdorf, Lanzenkirchen
- Maison capétienne d'Orléans
  - Palais Caprara-Montpensier, Bologne[8],[9]
  - Claremont House, Esher
  - Orleans House, Twickenham
  - Palais d'Orléans, Palerme
  - Domaine de Zucco, ouest de Palerme
  - Manoir d’Anjou, Bruxelles[10],[11]
- Maison Bonaparte
  - Palazzina dei Mulini, Elbe
  - Villa Napoleonica, Elbe
  - Longwood House, Sainte-Hélène
  - Palais Bonaparte, Rome
  - Château d'Arenenberg, Salenstein
  - Camden Place, Chislehurst
  - Farnborough Hill, Farnborough [12]

Le palais de Mitau, actuelle Lettonie, l'une des résidences d'exil de Louis XVIII et de la famille royale sous le Directoire, le Consulat et l'Empire
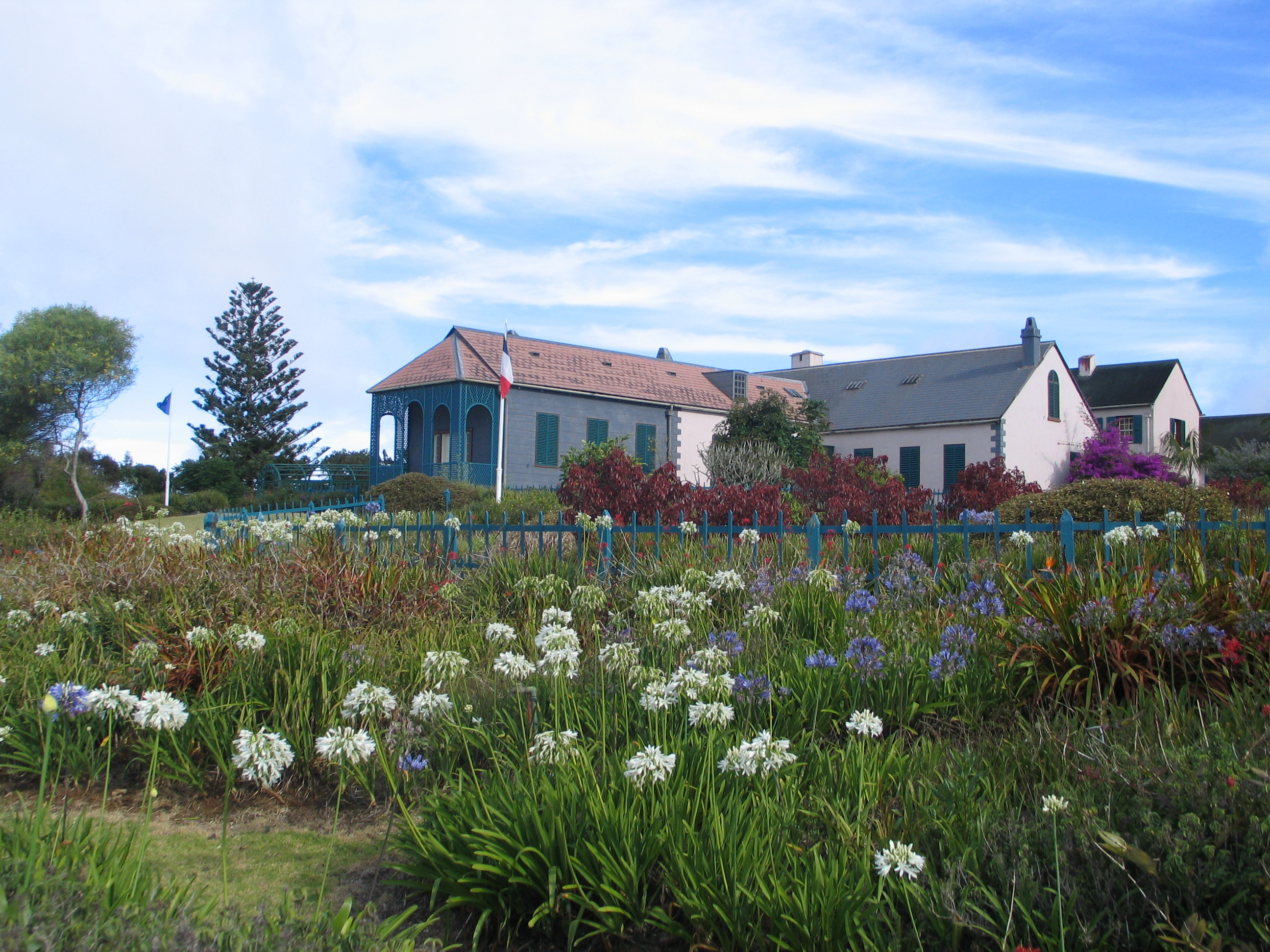
Longwood House, à Sainte-Hélène, résidence d'exil de Napoléon Ier
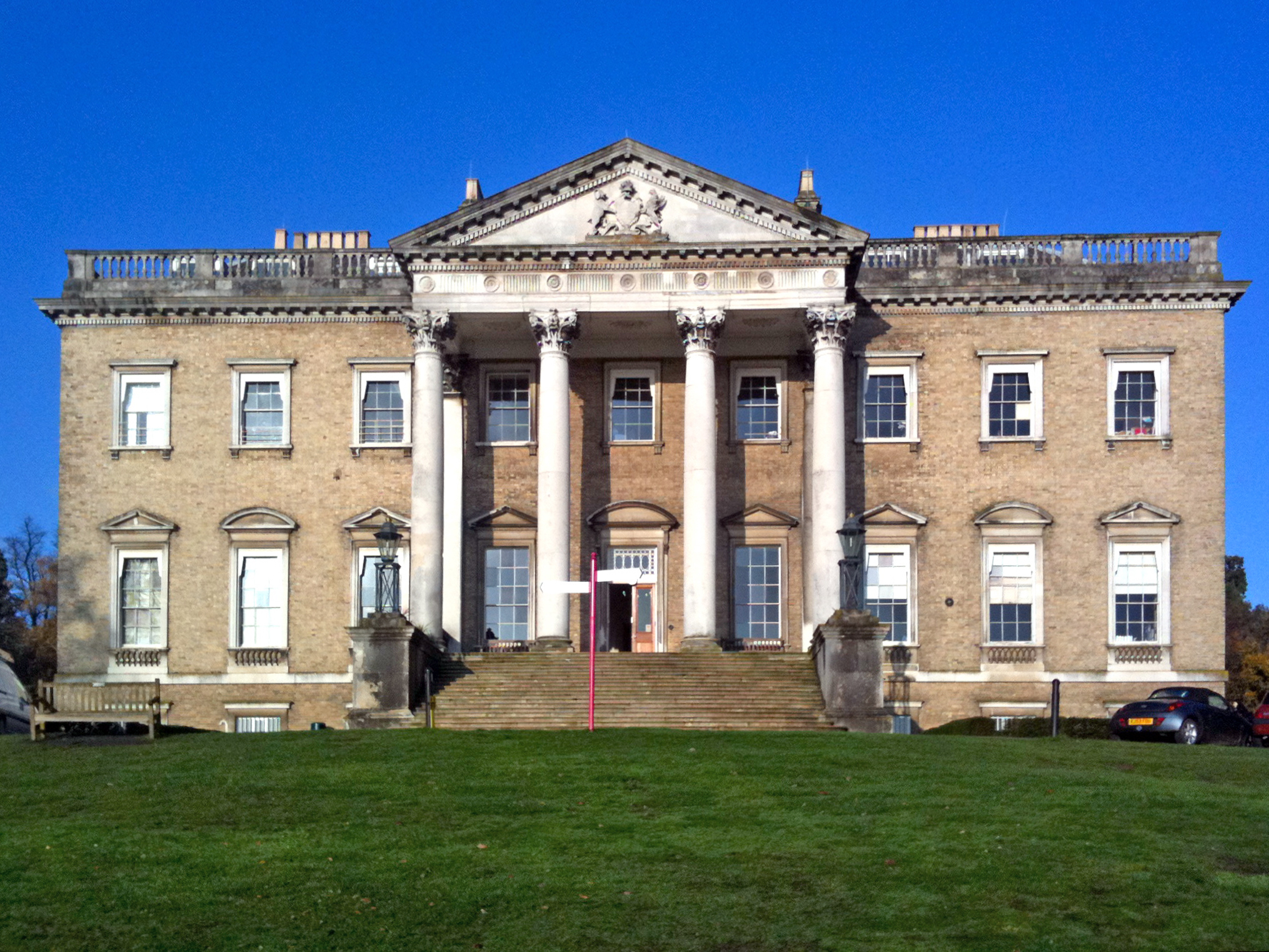
Claremont House, dans le Surrey, résidence d'exil de Louis-Philippe